# こち亀記念館
こち亀記念館（こちかめきねんかん）は、東京都葛飾区亀有にある、秋本治原作の漫画『こちら葛飾区亀有公園前派出所』をモチーフにした観光施設。2025年（令和7年）3月22日に開業。

## 概要
葛飾区が設置した施設。両津勘吉が勤務する派出所（交番）の外観を模しており漫画に登場するアイテムや関係コンテンツの観覧、世界観の体験ができる。
- 亀有駅と香取神社を結ぶ宮前通り沿いに位置する。亀有駅からは徒歩3分の距離となる。
- 両津勘吉によるプロデュースという設定になっており、5階建てでエレベーター、階段で各フロアを結ぶ。なおエレベーター内では大原が両津の行方を追ってほしいとの伝言が流れるだけでなく、中川、麗子のセリフも流れる。
- 設定は、大原が休暇で出かけてる間に両津が勝手に亀有公園前派出所の上に自分の記念館を中川コンツェルンのお金で建てたことで大原の怒りを買い、逃亡していったので彼の行方を追いつつ亀有観光を楽しんでほしいというもの[4]。
- 名場面体験BOX、デラックス原画ギャラリー、両津名誉館長室、両津大名神社を内部に設置[5]。
- 事前予約システムを採用。来館予約は2025年3月3日からスタート[6]。なお、当日空きがあれば亀有観光案内所で当日券の購入も可能。
- 同作をテーマにしたこち亀ゲームぱ〜くは当館ではなくアリオ亀有3Fに所在している。

### 基本データ
- 正式名称：亀有地域観光拠点施設
- 所在地：東京都葛飾区亀有3丁目32-17
- 営業時間：10時 - 18時
- 業務受託：アクティオ株式会社[7]。
- 入館料（区外民）：高校生以上は500円（700円）、中学生以下は100円（300円）、未就学児、障碍者手帳所持者と同伴者1名は無料。なお、葛飾区民の場合は、証明するものが必須。
- 休館日：第3火曜日(祝日の場合はその翌日)
- 構造：鉄筋コンクリート＋鉄骨造の5階建て
- 延床面積：540.6 ㎡

## フロア構成
- 下記のフロアで構成される[8]。

| フロア | 内容 |
| ------ | --- |
| 1F     | 受付とエントランス。受付を済ませた来館者はここで大原からの依頼を受ける。館内では葛飾ラプソディーも流れる。待ち合わせスペース、物販・交流スペースもあり、そちらでは葛飾区内の企業とのコラボグッズも購入可能。 |
| 2F     | 体験展示のフロアで、フロアまるごと利用の大きなスペースを使った部屋で、名誉館長執務室、両津の部屋が再現されており、逃げ続ける両津の気配を感じることができるスペースとなる。2Fから1Fにつながる螺旋階段の周囲にも展示ブースがある。執務室の机の引き出しに入っている始末書は来館記念に1人1枚持ち帰り可能。ちなみに色紙類は撮影不可能。 |
| 3F     | 体験展示のフロアで、ゲーム仕様の展示やデジタルコンテンツなども交えた体験型の展示がメインとなっており、日本語と英語に対応したゲームもある。フラッシュ撮影すると絵が浮き出る仕掛けもある。 |
| 4F     | 映像展示のフロアで、貴重な原画を見られるほか、映像を組み合わせて動きも体験できるフロア。ただし、複製原画での展示となり、原画は逐次更新される。軍艦島観光のシーンも展示される。 |
| 5F     | このフロアでは、秋本治のスケッチや、秋本から借用した本物の「秋本コレクション」（ラジコンなど両津の趣味のもの）も見ることができるだけでなく、原作に登場する「両津大明神社」を再現。そちらではおみくじと称したカプセルトイで遊べる。                                                                                                 |